# Winter-Universiade 1968/Skilanglauf
Bei der Winter-Universiade 1968 wurden vier Wettbewerbe im Skilanglauf ausgetragen.

## Bilanz

### Medaillenspiegel
| Platz  | Land             | Gold | Silber | Bronze | Gesamt |
| ------ | ---------------- | ---- | ------ | ------ | ------ |
| 1      | Sowjetunion      | 3    | 2      | 2      | 7      |
| 2      | Norwegen         | 1    | –      | –      | 1      |
| 3      | Japan            | –    | 1      | –      | 1      |
| 3      | Polen            | –    | 1      | –      | 1      |
| 5      | Finnland         | –    | –      | 1      | 1      |
| 5      | Tschechoslowakei | –    | –      | 1      | 1      |
| Gesamt | Gesamt           | 4    | 4      | 4      | 12     |

### Medaillengewinner
Männer
| Disziplin         | Gold                                                                           | Silber                                                               | Bronze                                                         |
| ----------------- | ------------------------------------------------------------------------------ | -------------------------------------------------------------------- | -------------------------------------------------------------- |
| 15 km Klassisch   | Jon Høiås                                                                      | Jewgeni Platunow                                                     | Anatoli Sacharow                                               |
| 4 × 10 km Staffel | SowjetunionJewgeni Platunow Juri Sjarkowski Anatoli Sacharow Alexander Silajew | JapanSotoo Okushiba Akiyoshi Matsuoka Hiroshi Ogawa Katsutoshi Okubo | FinnlandRaimo Kallio Kalevi Kanerva Keijo Muukka Kari Nikkinen |

Frauen
| Disziplin        | Gold                                                                 | Silber                                          | Bronze                                                            |
| ---------------- | -------------------------------------------------------------------- | ----------------------------------------------- | ----------------------------------------------------------------- |
| 8 km Klassisch   | Schanna Jelistratowna                                                | Ljubow Mentschikowa                             | Lidija Doronina                                                   |
| 3 × 5 km Staffel | SowjetunionSchanna Jelistratowna Lidija Doronina Ljubow Mentschikowa | PolenKrystyna Turowska Teresa Merena Maria Krok | TschechoslowakeiJana Ledvinková Věra Civínová Jaroslava Bečvářová |